# Actinobacillus
Genre
Actinobacillus est un genre de bactéries de la famille des Pasteurellaceae.

## Systématique
Ce genre est décrit en 1910 par le bactériologiste français Émile Brumpt pour l'espèce type Actinobacillus lignieresii.

## Étymologie
Actinobacillus est formé du grec ancien [ἀκτίς ἀκτῖνος] aktis (gen. aktînos), un rayon, et du latin bacillus, un petit bâton ou une tige ; Actinobacillus signifie donc « bacille (ou tige) à rayons ».

## Liste des espèces
Selon GBIF (7 juillet 2021) :
- Actinobacillus anseriformium Bisgaard & Christensen, 2012
- Actinobacillus arthritidis Christensen et al., 2002
- Actinobacillus capsulatus Arseculeratne, 1962
- Actinobacillus delphinicola Foster et al., 1996
- Actinobacillus equuli (van Straaten, 1918) Haupt, 1934
- Actinobacillus hominis Friis-Moeller, 1985
- Actinobacillus indolicus Møller et al., 1996
- Actinobacillus lignieresii Brumpt, 1910
- Actinobacillus minor Moeller et al., 1996
- Actinobacillus porcinus Moeller et al., 1996
- Actinobacillus rossii Sneath & Stevens, 1990
- Actinobacillus scotiae Foster et al., 1998
- Actinobacillus seminis
- Actinobacillus succinogenes Guettler et al., 1999
- Actinobacillus suis van Dorssen & Jaartsveld, 1962
- Actinobacillus ureae (Jones, 1962) Mutters et al., 1986

Selon l'IRMNG (7 juillet 2021) :
- Actinobacillus actinomycetemcomitans (Klinger 1912) Topley & Wilson, 1929
- Actinobacillus arthritidis Christensen et al., 2002
- Actinobacillus capsulatus Arseculeratne, 1962
- Actinobacillus delphinicola Foster, Ross, Malnick, Willems, Garcia, Reid & Collins, 1996
- Actinobacillus equuli (van Straaten 1918) Haupt, 1934
- Actinobacillus hominis Friis-Müller, 1985
- Actinobacillus indolicus Müller et al., 1996
- Actinobacillus lignieresii Brumpt, 1910
- Actinobacillus minor Müller et al., 1996
- Actinobacillus muris Bisgaard, 1988
- Actinobacillus pleuropneumoniae (Shope 1964) Pohl et al., 1983
- Actinobacillus porcinus Müller et al., 1996
- Actinobacillus rossii Sneath & Stevens, 1990
- Actinobacillus scotiae Foster, Ross, Patterson, Hutson & Collins, 1998
- Actinobacillus seminis (ex Baynes & Simmons 1960) Sneath & Stevens, 1990
- Actinobacillus succinogenes Guettler et al., 1999
- Actinobacillus suis van Dorssen & Jaartsveld, 1962
- Actinobacillus ureae (Jones 1962) Mutters et al., 1986
- Actinobacillus actinomycetemcomitans (Klinger, 1912) Topley & Wilson, 1929 (Approved Lists, 1980) synonyme de Haemophilus actinomycetemcomitans (Klinger 1912) Potts et al., 1985
- Actinobacillus lignieresi Brumpt, 1910 synonyme de Actinobacillus lignieresii Brumpt, 1910
- Actinobacillus mallei (Zopf, 1885) Thompson, 1933 synonyme de Pseudomonas mallei (Zopf, 1885) Redfearn et al., 1966
- Actinobacillus mallei (Zopf, 1885) Thompson, 1933 synonyme de Burkholderia mallei (Zopf, 1885) Yabuuchi et al., 1993
- Actinobacillus muris (de Mello & Pais, 1918) Wilson & Miles, 1955 synonyme de Streptobacillus moniliformis Levaditi et al., 1925
- Actinobacillus seminis Baynes & Simmons, 1960 synonyme de Actinobacillus seminis (ex Baynes & Simmons 1960) Sneath & Stevens, 1990